# Radio LXMBRG
Radio LXMBRG är en svensk musikgrupp som bildades inför en spelning på Hultsfredsfestivalen 2002. Radio LXMBRG spelar pop med inslag av filmmusik och franskt 1960-tal. Stora inspirationskällor för bandet är bland annat Serge Gainsbourg, Henry Mancini och Plastic Bertrand. Gruppen profilerar sig som ett band med flera sångare och ett eklektiskt sound.

## Medlemmar
- Alex Svenson-Metés (sång, klaviatur, gitarr)
- Lisa Holmqvist (sång)
- John The Baptist (sång)
- Sebastian Castro (sång)
- Peter Korsbäck (gitarr)
- Karl Alfred Nilsson (trummor)
- Fredrik Sandberg (bas)
- Seth Kapadia (gitarr)
- Magnus Lundén (bas)

## Diskografi

### Album
- 2005 – Radio LXMBRG (HaHa Fonogram/Playground)
- 2007 – Trivial Matters (HaHa Fonogram/Border)

### Singlar/EP
- 2004 - L'indifference EP (HaHa Fonogram)
- 2007 - Score On The Floor/Feel The Heat - 7" (HaHa Fonogram/Border)